# 紫瓣石斛
紫瓣石斛（学名：Dendrobium parishii）为兰科石斛属下的一个种，生於亞洲。

## 扩展阅读
- 維基物種上的相關：紫瓣石斛